# Brian L. Roberts
Brian L. Roberts, född 28 juni 1959, är en amerikansk företagsledare som är styrelseordförande och VD för det multinationella telekommunikationsjätten Comcast Corporation. 1990 blev han utsedd som president för koncernen. Den amerikanska ekonomitidskriften Forbes rankar Roberts till att vara världens 1 555:e rikaste med en förmögenhet på 1,7 miljarder amerikanska dollar för den 13 augusti 2020.
Han avlade en examen vid Wharton School.